# Patrick Schwarzenegger
Patrick Arnold Shriver Schwarzenegger (sinh ngày 18 tháng 9 năm 1993) là nam diễn viên người Mỹ, con trai của vận động viên, diễn viên Arnold Schwarzenegger. Anh bắt đầu sự nghiệp từ đầu những năm 2000 với nhiều vai phụ. Năm 2022, anh đóng chính sê-ri The Staircase, sau đó anh tham gia các phim American Sports Story (2024) và The White Lotus mùa ba (2025).

## Tiểu sử
Schwarzenegger sinh ngày 18 tháng 9 năm 1993 tại Trung tâm Y tế Dự phòng Santa Monica, California, lớn lên tại Los Angeles. Anh là con trai của nam diễn viên, vận động viên Arnold Schwarzenegger và nhà báo Maria Shriver, trên có hai chị gái, Katherine và Christina, và một em trai Christopher. Anh còn có một em trai cùng cha khác mẹ là Joseph Baena.

## Đời tư
Schwarzenegger từng hẹn hò nữ ca sĩ, diễn viên Miley Cyrus trong khoảng từ năm 2014 tới 2015. Từ 2015, anh hẹn hò với người mẫu Abby Champion, ngày 26 tháng 12 năm 2023, cả hai cho biết đã đính hôn.

## Danh sách phim

### Điện ảnh
| Năm  | Tên                                   | Vai             | Ct            |
| ---- | ------------------------------------- | --------------- | ------------- |
| 2006 | The Benchwarmers                      |                 | [ 9 ]         |
| 2012 | Stuck in Love                         | Glen            | [ 10 ]        |
| 2013 | Grown Ups 2                           |                 | [ 11 ]        |
| 2015 | Scouts Guide to the Zombie Apocalypse | Jeff            | [ 12 ]        |
| 2016 | Dear Eleanor                          | Bud             | [ 13 ]        |
| 2017 | Go North                              | Caleb           | [ 14 ]        |
| 2018 | Midnight Sun                          | Charlie Reed    | [ 15 ]        |
| 2019 | Daniel Isn't Real                     | Luke/Daniel     | [ 16 ] [ 17 ] |
| 2020 | Echo Boomers                          | Lance           | [ 18 ] [ 19 ] |
| 2021 | Moxie                                 | Mitchell Wilson | [ 20 ] [ 21 ] |
| 2021 | Warning                               | Ben             | [ 22 ]        |
| 2022 | Stowaway                              | Michael         | [ 23 ]        |

### Truyền hình
| Year | Title                 | Role                      | Notes                                 |
| ---- | --------------------- | ------------------------- | ------------------------------------- |
| 2015 | Scream Queens         | Thad Radwell              | Tập: "Thanksgiving"                   |
| 2017 | The Long Road Home    | Ben Hayhurst              | Sê-ri ngắn                            |
| 2022 | The Staircase         | Todd Peterson             | Sê-ri ngắn                            |
| 2022 | The Terminal List     | Donny Mitchell            | 3 tập                                 |
| 2023 | Gen V                 | Luke Riordan / Golden Boy | Vai phụ, 5 tập                        |
| 2024 | Shark Tank            | (Chính mình)              |                                       |
| 2024 | American Sports Story | Tim Tebow                 | 4 tập                                 |
| 2024 | Secret Level          |                           | Tập: "Armored Core: Asset Management" |
| 2025 | The White Lotus       | Saxon Ratliff             | Vai chính, mùa 3                      |